# Spinenicodes oceanicus
Spinenicodes oceanicus är en skalbaggsart som beskrevs av Stefan von Breuning 1965. Spinenicodes oceanicus ingår i släktet Spinenicodes och familjen långhorningar. Inga underarter finns listade i Catalogue of Life.